# Шихэн, Райли
Райли Шихэн (англ. Riley Sheahan; род. 7 декабря 1991, Сент-Катаринс) — канадский хоккеист, центральный нападающий клуба «Баффало Сейбрз».

## Карьера
На юниорском уровне играл за команду «Сент-Катаринс Фэлконс», за два сезона в составе этой команды он заработал 134 очка (49+85). Он продолжил карьеру на студенческом уровне, играя за команду «Нотр-Дам Файтинг Айриш», за которую отыграл три сезона.
На Драфте НХЛ 2010 года был выбран в 1-м раунде под общим 21-м номером клубом «Детройт Ред Уингз». 5 апреля 2012 года подписал с «Детройтом» трёхлетний контракт новичка. 7 апреля дебютировал в НХЛ в матче с «Чикаго Блэкхокс», который «Чикаго» выиграли со счётом 3:2 в серии буллитов. 11 января 2014 года в матче с «Лос-Анджелес Кингз» забросил свою первую шайбу в НХЛ, а «Детройт» выиграл матч со счётом 3:1.
1 июля 2014 года подписал с «Детройтом» новый двухлетний контракт.
16 июня 2016 года продлил контракт с клубом на два года. 9 апреля 2017 года в матче с «Нью-Джерси Девилз» оформил свой первый дубль в НХЛ, а «Детройт» выиграли матч со счётом 4:1.
21 октября 2017 года был обменян в «Питтсбург Пингвинз». 27 июня 2018 года подписал с командой новый однолетний контракт.
1 февраля 2019 года был обменян во «Флориду Пантерз».
5 сентября 2019 года перешёл в «Эдмонтон Ойлерз», с которым подписал однолетний контракт.
8 января 2021 года подписал однолетний контракт с «Баффало Сейбрз».
В качестве свободного агента 1 сентября 2021 года перешёл в дебютанта НХЛ «Сиэтл Кракен», с которым подписал однолетний контракт.
Став свободным агентом, 10 августа 2022 года вернулся в «Баффало Сейбрз», с которым подписал однолетний контракт.